# Brouzet-lès-Alès
Brouzet-lès-Alès è un comune francese di 610 abitanti situato nel dipartimento del Gard, nella regione dell'Occitania.

## Società

### Evoluzione demografica
Abitanti censiti